# Grace Channer
Grace Channer (née en 1959), est une peintre et artiste visuelle multimédia lesbienne afro-canadienne,.

## Biographie

### Éducation
Née en Grande-Bretagne, Channer a reçu son baccalauréat en beaux-arts de l'université Queen's en 1978. Elle a également obtenu un diplôme de troisième cycle en réalisation de films animés du Sheridan College.

### Carrière artistique
En 1987, en partenariat avec la peintre Lynne Fernie, la photographe Cyndra MacDowall et la cinéaste Marg Moores, Channer contribue à une exposition intitulée Sight Specific: Lesbians and Representation. L'exposition explora les liens entre les identités lesbiennes et les relations, les récits et les politiques artistiques. La même année, Channer était l'une de six artistes invitées à participer à un projet de peinture murale spécifique au site, Women on Site, organisé par Sarah Denison pour A Space. La peinture murale de Channer, intitulée Black Women Working, était située à la bibliothèque Parkdale à Toronto. Channer est membre du Collectif d'art des femmes africaines de la diaspora (DAWA) et a co-organisé l'exposition itinérante Black Wimmin: When and Where We Enter avec Buseje Bailey en 1989. 
Elle est le sujet, aux côtés de l'artiste Faith Nolan, du film documentaire datant de 1993 par Dionne Brand, Long Time Comin', qui explore l'activisme intrinsèque à la pratique des deux artistes. Celui-ci peut être visionné sur le site de l'ONF. En 1998, Channer participe à Taking It to the Streets, une série de projets d'art public se déroulant à Toronto et organisé par Savac, le South Asian Visual Arts Collective. Channer participe au Street Art Postering Project, y contribuant des affiches telles It takes Courage to Imagine Peace en collaboration avec Melanie Liwanag Aguila, Courtnay McFarlane, Beeta M. Jafari et Tanya Lena et Gay and Lesbian Human Rights en collaboration encore avec Aguila et McFarlane.
En 2005, Channer participa à l'exposition Tribute: The Art of African Canadians organisée par Robert Freeman et David Sommers à la Art Gallery of Peel et à la Art Gallery of Mississauga. Channer y a contribué son œuvre Intolerance (1982), une triptyque peinte à l'huile d'un paysage panoramique qui rappelle le travail de Hieronymus Bosch et Peter Bruegel à travers son exploration de thèmes médiévaux de la fantaisie, l'allégorie et les proverbes bibliques. Channer se sert de cette tradition du triptyque allégorique médiéval pour aborder le thème contemporain du pouvoir hiérarchique. Elle peint des scènes communautaires locales qui révèlent certaines controverses sociales ou morales et explorent, dans leur déroulement, des sujets tels le pouvoir, l'abus, le sexe, la sexualité, la race, la classe et la religion. En 2009, Channer participe au 21e Festival international du film féministe lesbien de Paris avec son court métrage But Some Are Brave où elle remporta le prix du public,. Elle est membre du W5ART Collective, un collectif d'artistes fondé en 2011 par elle-même, Buseje Bailey, Alexandra Gelis, Margie MacDonald et Alexandra Majerus. 
En 2012, Channer était l'une de trois artistes, aux côtés de Sandra Brewster et Jay Stewart, qui ont peint une fresque de 100 pieds de long célébrant les femmes dans les arts visuels et martiaux. Située dans la partie est de Toronto, l'œuvre d'art public est nommée KIA : Unified Movement of Power et met en valeur la force du mouvement dans les arts martiaux.

## Expositions
- Who Will Fight For Our Liberation, Power Plant Gallery, 1992[1].
- Tribute: The Art of African Canadians, Art Gallery of Peel (Brampton, Ontario) et Art Gallery of Mississauga (Mississauga, Ontario), 2005[10].

## Prix
En 2009, Grace Channer a mérité la troisième place sous la catégorie courts métrages pour son film But Some Are Brave au festival de films Africa World Documentary. Elle a également remporté en 2009 le prix du public pour son court-métrage But Some Are Brave au 21e Festival international du film féministe lesbien de Paris.